# Phragmipedium czerwiakowianum
Phragmipedium czerwiakowianum é uma espécie de orquídea (Orchidaceae) da América do Sul.